# Liutold (Augsburg)
Liutold oder Liutolf (* unbekannt; † 25. Juli oder 27. Juli 996) war von 988 bis 996 Bischof von Augsburg. Eine Verwandtschaft mit Adelheid von Burgund wird vermutet.

## Leben und Werk
Liutold ließ zu Ehren des ehemaligen Bischofs Ulrich ein Oratorium in der Kirche St. Afra bauen und setzte sich für dessen Heiligsprechung ein. Bischof Liutold wurde im Jahre 996 im Augsburger Dom beigesetzt.